# Olfa Saoudi
Olfa Saoudi, née le 30 juillet 1994, est une judokate tunisienne.

## Carrière
Olfa Saoudi évolue dans la catégorie des moins de 48 kg. Elle est sacrée championne d'Afrique en 2018 et remporte la médaille d'or des Jeux de la Francophonie de 2017.
Elle est par ailleurs médaillée d'argent aux Jeux africains de 2015, aux championnats d'Afrique 2016 et aux championnats d'Afrique 2017.
Elle remporte la médaille de bronze aux championnats d'Afrique 2015.